# Benjaminia polonica
Benjaminia polonica är en stekelart som beskrevs av Sawoniewicz 1973. Benjaminia polonica ingår i släktet Benjaminia och familjen brokparasitsteklar. Inga underarter finns listade.